# Addoquaye Laryea
Addoquaye Laryea (10 gennaio 1936) è un ex calciatore ghanese.

## Carriera
Partecipò alle Olimpiadi del 1964.